# Otto Meier (Politiker)

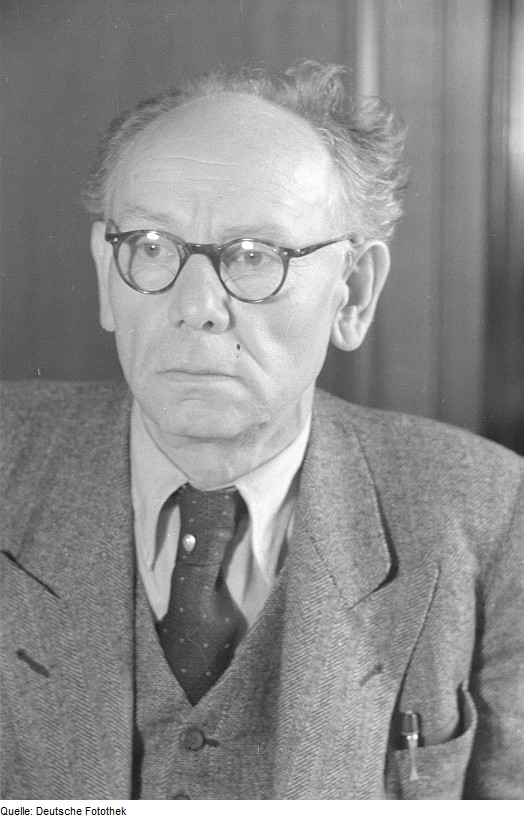
Otto Meier (1946)

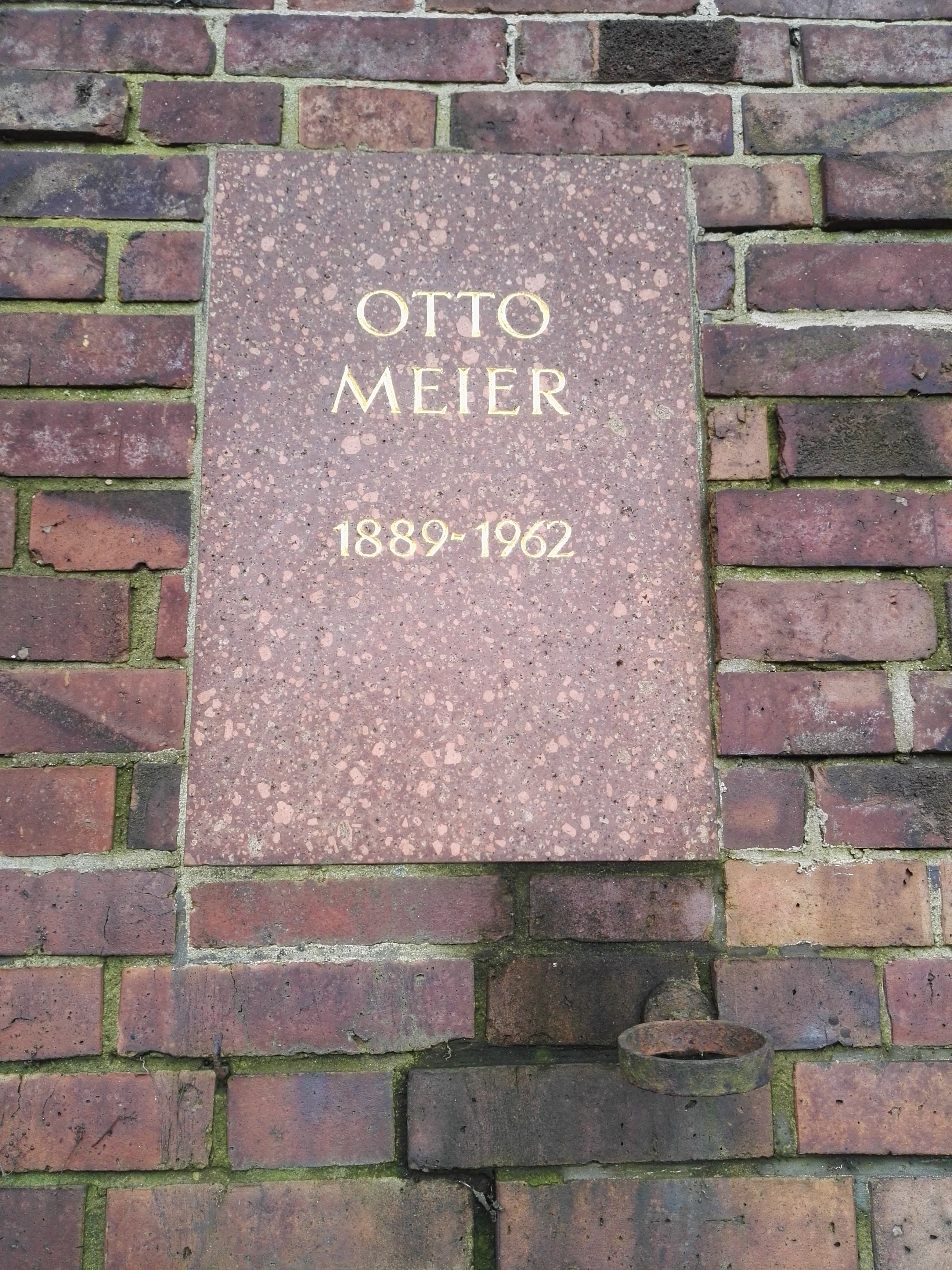
Grabstätte

Otto Meier (* 3. Januar 1889 in Magdeburg; † 10. April 1962 in Potsdam) war ein deutscher Politiker (SED).

## Leben
Der Sohn eines Steindruckers, besuchte die Bürgerschule und absolvierte von 1903 bis 1906 eine kaufmännische Lehre. Er arbeitete anschließend als Handelsangestellter in Magdeburg und Berlin. Von 1909 bis 1910 verrichtete er Militärdienst. 1911 trat Otto Meier  in die SPD ein. Während des Ersten Weltkriegs leistete er Kriegsdienst und wurde schwerverwundet entlassen.
1917 wechselte er zur USPD und wurde 1922 wieder SPD-Mitglied. Von 1921 bis 1933 war er Abgeordneter im Preußischen Landtag. Während der Zeit des Nationalsozialismus stand Meier mehrfach unter Polizeiaufsicht und war 1939 und 1944 in Haft, zuletzt im KZ Sachsenhausen.
Am 15. Juni 1945 nahm Otto Meier an der Konstituierung des Zentralausschusses der SPD teil und unterzeichnete den Aufruf zur Wiedergründung der SPD. Von 1945 bis 1946 war er Chefredakteur der SPD-Zeitung Das Volk. 1946 wählte der 40. Parteitag der SPD ihn zu einem der 40 Vorstandsmitglieder der zukünftigen SED.
Otto Meier war ab 1947 Abgeordneter und von 1949 bis 1952 Präsident des ersten und zweiten Brandenburger Landtags. 1948/49 war er Mitglied des Deutschen Volksrates, 1949/50 Abgeordneter der Provisorischen Volkskammer und von 1950 bis 1958 der Länderkammer der DDR. Von 1952 bis zu seinem Tod 1962 war er Abgeordneter des Bezirkstags Potsdam. Ab Juli 1952 fungierte er als Generaldirektor des Staatlichen Archivwesens und ab 1. April 1953 als Leiter der Hauptabteilung Staatliches Archivwesen im Staatssekretariat für Innere Angelegenheiten der DDR (Nachfolger von Otto Korfes).
Wegen seines angeschlagenen Gesundheitszustandes hatte von 1956 bis zu seiner Ablösung am 1. April 1958 durch Karl Schirdewan sein Stellvertreter Karl Höhnel die Leitung der Hauptabteilung übernommen.
Otto Meier war seit 1959 Ehrenbürger der Stadt Potsdam. Seine Urne wurde in der Gedenkstätte der Sozialisten auf dem Zentralfriedhof Friedrichsfelde in Berlin-Lichtenberg beigesetzt.

## Darstellung Meiers in der bildenden Kunst
- Ilse Fischer: Landtagspräsident Meier (Tafelbild, Öl, 1952)[8]

- Die Deutsche Post der DDR gab 1989 zu seinen Ehren eine Sondermarke in der Serie Persönlichkeiten der deutschen Arbeiterbewegung heraus.

## Schriften
- Partei und Kirche (Vortrag des Mitglieds des Zentralsekretariats der SED auf der sozialistischen Kulturkonferenz am 28. Januar 1947 in Berlin. Mit Diskussionsreden von Dompfarrer Kleinschmidt, Schwerin u. a.). Berlin: Dietz 1947